# دان هارتمان
دان هارتمان (بالإنجليزية: Dan Hartman)‏ هو منتج أسطوانات ومغن مؤلف ومغني وعازف قيثارة وملحن وموسيقي أمريكي، ولد في 8 ديسمبر 1950 في هاريسبرج في الولايات المتحدة، وتوفي في 22 مارس 1994 في ويستبورت (كونيتيكت) في الولايات المتحدة بسبب إيدز.

## وصلات خارجية
- الموقع الرسمي
- دان هارتمان على موقع IMDb (الإنجليزية)
- دان هارتمان على موقع ميوزك برينز (الإنجليزية)
- دان هارتمان على موقع إن إن دي بي (الإنجليزية)
- دان هارتمان على موقع أول ميوزيك (الإنجليزية)
- دان هارتمان على موقع ديسكوغز (الإنجليزية)